# Austromenopon affine
Austromenopon affine är en insektsart som först beskrevs av Piaget 1890.  Austromenopon affine ingår i släktet Austromenopon och familjen spolätare. Inga underarter finns listade i Catalogue of Life.